# Oktogon
En oktogon er et polygon (en geometrisk figur i planet) med otte hjørner og otte kanter. 
En regulær oktogon hvor alle vinkler samt sider er ens har en vinkelsum på 1080 grader, da hver vinkel er 135 grader.
Oktogonens areal kan udledes af sidelængden til {\displaystyle 2s^{2}(1+{\sqrt {2}})}

## Formler
Summen af de indre vinkler i en regulær polygon:
{\displaystyle \sum \alpha =(n-2)\cdot 180^{\circ }=6\cdot 180^{\circ }=1080^{\circ }}
Vinklen i en regulær polygon udgør:
{\displaystyle \alpha ={\frac {(n-2)}{n}}\cdot 180^{\circ }={\frac {3}{4}}\cdot 180^{\circ }=135^{\circ }}
- Eksempler på anvendelse
- Grundplan fra Klippemoskeen i Jerusalem
- Et STOP-skilt ved ubetinget vigepligt
- En paraply
- De fleste hollandske vindmøller er ottekantede; på dette billede Heltborg Mølle.